# Озабоченные, или Любовь зла
«Озабо́ченные, или Любо́вь зла» — российский комедийный телесериал, придуманный Семёном Слепаковым и писательницей Ириной Денежкиной, снятый режиссёром Борисом Хлебниковым. Создан компанией Comedy Club Production.
Премьера рабочей версии первой серии состоялась на сайте КиноПоиск 5 ноября 2015 года, за 4 дня до её выхода на телевидении. Показ сериала на телеканале ТНТ состоялся с 9 ноября по 3 декабря 2015 года.

## Сюжет
В поисках самореализации и личного счастья журналистка и креативщица Саша Гвоздикова уезжает из Екатеринбурга в Москву. Там она встречает двух своих подруг и свою первую настоящую любовь.

## Персонажи

### В главных ролях
| Актёр              | Роль                                                  |
| ------------------ | ----------------------------------------------------- |
| Мария Шалаева      | Александра (Саша) Викторовна Гвоздикова               |
| Ольга Дибцева      | Алёна Андреевна Кремлёва, подруга Саши                |
| Евгения Калинец    | Екатерина (Катя) Александровна Неплюева, подруга Саши |
| Юрий Колокольников | Вячеслав (Слава) Лозовский, любовник Саши             |
| Николай Шрайбер    | Георгий (Гора) Матвеев, муж Кати                      |
| Иван Шмаков        | Николай (Коля) Георгиевич Матвеев, сын Кати и Горы    |

### В ролях
| Актёр              | Роль |
| ------------------ | --- |
| Евгений Цыганов    | Костя, коллега Саши Гвоздиковой, журналист и креативщик                                                  |
| Сергей Ланбамин    | Сергей Николаевич Рыбин, начальник и любовник Саши, главный редактор журнала                             |
| Илья Маланин       | Сергей, парень Алёны, вернувшийся из армии                                                               |
| Алексей Маслодулов | «Огурец», друг Сергея                                                                                    |
| Максим Костромыкин | Андрей («Медуза»), друг Сергея                                                                           |
| Владимир Симонов   | Иннокентий (Викентий) Викторович, посетитель в кафе, симпатизирует Кате                                  |
| Софья Урицкая      | Носкова, одногруппница Саши, писательница                                                                |
| Сахат Дурсунов     | гинеколог Саши в женской консультации                                                                    |
| Фёдор Лавров       | психолог                                                                                                 |
| Светлана Антропова | Анна, жертва домашней тирании                                                                            |
| Руслан Сасин       | Евгений Борисович, администратор кафе                                                                    |
| Роман Волобуев     | Владимир (Володя) Семёнов, фотограф, влюблён в Сашу                                                      |
| Ольга Абрамова     | Лариса Дмитриевна Кошкина, официантка                                                                    |
| Евгений Кочетков   | Кабаков, влюблён в Катю                                                                                  |
| Тимур Боканча      | музыкант, солист группы «Лимонад» из Екатеринбурга                                                       |
| Максим Леонидов    | Андрей Геннадьевич, отец Алёны, детский аниматор                                                         |
| Михаил Брашинский  | Константин Валентинович Гозман, книгоиздатель                                                            |
| Тимур Батрутдинов  | Филипп, походник, друг Славы                                                                             |
| Артём Семакин      | Борис, походник, друг Славы                                                                              |
| Анна Дерябина      | Наташа, походница, бывшая девушка Славы                                                                  |
| Александр Робак    | охотник, глюк Алёны                                                                                      |
| Максим Лагашкин    | Петрович, охотник, глюк Алёны                                                                            |
| Константин Желдин  | дед Кати                                                                                                 |
| Софья Каштанова    | Лена, бывшая девушка Славы                                                                               |
| Альбина Тиханова   | Мария Сергеевна, хозяйка квартиры, где снимает комнату Алёна                                             |
| Сергей Бурунов     | Роман Ерёмин, ведущий                                                                                    |
| Татьяна Рассказова | Элла Владиславовна, мать Егора                                                                           |
| Борис Каморзин     | Дмитрий Ефимович Труханов, писатель, член жюри V ежегодной литературной премии «Национальный бестселлер» |
| Сергей Астахов     | Дмитрий, актёр телесериала «Озеро любви»                                                                 |
| Елена Валюшкина    | Ирина Ивановна, начальница Алёны                                                                         |
| Алексей Юдников    | Артём |
| Сергей Суслов      | проводник поезда                                                                                         |
| Евгений Муравич    | Фридрих, немец                                                                                           |
| Лидия Маслова      | Татьяна, лесбиянка                                                                                       |
| Наталья Гусева     | Лиза, младшая сестра Саши                                                                                |
| Михаил Богдасаров  | Константин Петров, известный московский продюсер                                                         |
| Евгений Сытый      | Вячеслав Андреевич, депутат                                                                              |
| Анна Легчилова     | Татьяна, жена депутата Вячеслава Андреевича                                                              |
| Руслан Ягудин      | Миша, спортсмен                                                                                          |
| Карина Зверева     | Ксения                                                                                                   |

## Съёмки
- Сериал снимался как «большое кино» — в среднем в день выдавалось по 3—4 минуты материала[3].
- Съёмки сериала длились 3 года. За это время менялась сюжетная линия, образы и характеры героев[4].
- Почти все сцены сериала сняты на ручную камеру в разных локациях Москвы, общее количество которых дошло до 12, — отделение полиции, лес, аэропорт, кафе, квартиры, парки, цирк и театр[5].
- Образы двух героинь сценарист Ирина Денежкина списала со своих подруг, а образ Саши Гвоздиковой — с самой себя[6].
- Фамилия Лозовский главному герою досталась «в наследство» от декана факультета журналистики УрФу Бориса Николаевича Лозовского. Именно этот факультет окончила одна из сценаристов сериала Ирина Денежкина[6].
- Персонаж Юрия Колокольникова за 3 года работы над сериалом трижды менял профессию[7].
- Съёмки сериала проходили только в Москве, но в нём фигурирует много екатеринбургских названий: Автовокзал, Уралмаш, Химмаш, на Вайнера, Пышма, Плотинка[8].
- Семён Слепаков, автор идеи, сценарист и продюсер сериала о смысле названия:[источник не указан 1116 дней]

Нам понравилось, что «Озабоченные» — это как бы про секс, но и не только про секс. Все люди, на самом деле, озабоченные. Они озабочены своей семьёй, карьерой. И сексом, и тем, как их секс связан с их семьёй и с их карьерой. Человек — это сложная система взаимоотношений внутри самого себя, и все мы подходим под определение «озабоченные»

## Показ
С 9 по 26 ноября 2015 года телесериал выходил с понедельника по четверг в 20:30 по одной новой серии в день. С 30 ноября 2015 года сериал стал транслироваться на телеканале ТНТ. С 30 ноября по 2 декабря 2015 года с понедельника по среду в эфире ТНТ выходило по две новых серии в день. 3 декабря 2015 года в эфире ТНТ были показаны нон-стоп 3 заключительных серии телесериала.

## Саундтрек
13 ноября 2015 года в iTunes и Google Play стартовали продажи сборника саундтреков из телесериала «Озабоченные, или Любовь зла».
| Исполнитель                                                                  | Название композиции                                                  |
| ---------------------------------------------------------------------------- | -------------------------------------------------------------------- |
| Алоэ Блэк                                                                    | I Need A Dollar                                                      |
| Группа Ifwe                                                                  | Фломастеры                                                           |
| Группа Ifwe                                                                  | Вулкан                                                               |
| Группа Ifwe                                                                  | Наш лес                                                              |
| Группа Ifwe                                                                  | My Coast                                                             |
| Группа Ifwe                                                                  | Пригласите девушку в парк                                            |
| Чичерина                                                                     | Ту-лу-ла                                                             |
| Группа «Мумий Тролль»                                                        | С чистого листа                                                      |
| Группа «Мумий Тролль»                                                        | Морская капуста                                                      |
| Группа «Мумий Тролль»                                                        | Невеста                                                              |
| Группа «Мумий Тролль»                                                        | Золотое сердце                                                       |
| Группа «Мумий Тролль»                                                        | Молния                                                               |
| Группа «Мумий Тролль»                                                        | Где вы, девочки                                                      |
| Группа «Мой двор»                                                            | Скоро дембель (Где-то там, далеко, я оставил тебя)                   |
| Василий Зоркий                                                               | Не молчи                                                             |
| Василий Зоркий                                                               | Спи                                                                  |
| Группа «Моя Мишель»                                                          | Химия                                                                |
| Группа «Моя Мишель»                                                          | Дикие                                                                |
| Группа «Моя Мишель»                                                          | Космонавты                                                           |
| Группа «Моя Мишель»                                                          | ТМН (Ты мне нравишься)                                               |
| Группа «Моя Мишель»                                                          | Мидас                                                                |
| Группа «Моя Мишель»                                                          | Юна                                                                  |
| Группа «Сектор Газа»                                                         | Лирика                                                               |
| Группа «Маша и Медведи»                                                      | Любочка                                                              |
| Группа «Носорогов и Ко»                                                      | Город                                                                |
| Группа «Носорогов и Ко»                                                      | К тебе                                                               |
| Группа «Носорогов и Ко»                                                      | Его величество Х…                                                    |
| GanGuBaS                                                                     | За тебя, твои глаза…                                                 |
| Mahir feat. Elnur Mexvi                                                      | Drug (Друг)                                                          |
| Группа «Сансара»                                                             | Плыть                                                                |
| Алла Пугачёва                                                                | Миллион алых роз                                                     |
| Алла Пугачёва                                                                | Звёздное лето                                                        |
| Алла Пугачёва                                                                | Айсберг                                                              |
| Группа «Запрещённые барабанщики»                                             | Таблетка                                                             |
| Группа «Запрещённые барабанщики»                                             | Убили негра                                                          |
| Группа «Запрещённые барабанщики»                                             | Миллион долларов                                                     |
| Группа «5’Nizza»                                                             | Ямайка                                                               |
| Группа «Агата Кристи»                                                        | Как на войне                                                         |
| Группа «Агата Кристи»                                                        | Сказочная тайга                                                      |
| Группа «Наутилус Помпилиус»                                                  | Колёса любви                                                         |
| Группа «Наутилус Помпилиус»                                                  | Я хочу быть с тобой                                                  |
| Группа «Чайф»                                                                | Никто не услышит (Ой-йо)                                             |
| Группа «Чайф»                                                                | В её глазах                                                          |
| Группа «Чайф»                                                                | Поплачь о нём                                                        |
| Группа «19:84»                                                               | Кончится день                                                        |
| Евгений Дога                                                                 | Вальс (из к/ф «Мой ласковый и нежный зверь»)                         |
| Мария Чайковская и Ес Соя                                                    | Люблю                                                                |
| Группа «Сансара»                                                             | Любящие глаза                                                        |
| Группа On-The-Go                                                             | One Spark                                                            |
| Группа On-The-Go                                                             | Honey                                                                |
| Группа Pompeya                                                               | 90                                                                   |
| Группа Pompeya                                                               | Slow                                                                 |
| Группа «Курара» feat. Александр Гагарин, Екатерина Павлова & Антон Нифантьев | Курара Чибана                                                        |
| Группа Marselle feat. Катя Нова                                              | Москва                                                               |
| Gordon Jenkins                                                               | Caravan                                                              |
| Mel Torme                                                                    | Comin' Home Baby                                                     |
| Группа «Монгол Шуудан»                                                       | Москва                                                               |
| Артём Nekras & Just Kon                                                      | Простить или отпустить                                               |
| Группа Tesla Boy                                                             | M.C.H.T.E                                                            |
| Людвиг ван Бетховен                                                          | Лунная соната                                                        |
| Пётр Ильич Чайковский                                                        | Сентиментальный вальс                                                |
| Пётр Ильич Чайковский                                                        | «Танец маленьких лебедей» из балета «Лебединое озеро»                |
| Майя Подольская                                                              | Не обещай, не предавай                                               |
| Группа Ilya                                                                  | Soleil Soleil                                                        |
| Группа «Ляпис Трубецкой»                                                     | Капитал                                                              |
| Лион                                                                         | Не буди (One StarR RMX)                                              |
| Лион                                                                         | Хорошие девочки стали плохими (One StarR RMX)                        |
| Исаак Дунаевский                                                             | «Выходной марш» из к/ф «Цирк»                                        |
| Мария Чайковская                                                             | Забери меня                                                          |
| Натали                                                                       | О Боже, какой мужчина!                                               |
| Ирина Аллегрова                                                              | Угонщица                                                             |
| Наталия Власова                                                              | Я у твоих ног                                                        |
| Ноггано                                                                      | Москва                                                               |
| Фредерик Шопен                                                               | «Траурный марш» из Сонаты для фортепиано № 2 си-бемоль минор, ор. 35 |
| Группа «Сансара» и Сергей Бобунец                                            | Облака                                                               |
| Группа «Сплин»                                                               | Танцуй                                                               |
| Группа Bahroma                                                               | Надолго                                                              |
| Сергей Прокофьев                                                             | «Танец рыцарей» из балета «Ромео и Джульетта», соч. 64               |
| Группа «Руки Вверх!»                                                         | Что же ты наделала                                                   |

## Отзывы
- Сусанна Альперина, обозреватель «Российской газеты»:

Он смешно сделан... Я смотрела первую серию, смеялась всё время
- Игорь Карев, журналист Газеты. Ru:

Любопытный проект нового сезона ТНТ
- Вера Цветкова, журналист «Независимой газеты»:

Картинка получилась точно очень красивая
Пилотная серия впервые была представлена 7 октября 2014 года в Кино&Театр «Англетер» на I Санкт-Петербургском международном медиафоруме.
Пилотной является 9-я серия телесериала.